# La Bernerie-en-Retz
La Bernerie-en-Retz è un comune francese di 2 595 abitanti situato nel dipartimento della Loira Atlantica nella regione dei Paesi della Loira.

## Storia

### Simboli
La chatte è un'imbarcazione tipica della baia di Bourgneuf che ha la particolarità di essere anfidroma, costruita cioè in modo da poter navigare indifferentemente sia avanzando con la prora sia con la poppa. 
Incongruenza tra disegno e blasonatura: Nel disegno è rappresentata una barca comune e non una chatte.
La parte inferiore dello scudo ricorda la storica appartenenza del comune al Pays de Retz (d'oro, alla croce di nero), con la moscatura d'armellino ripresa dall'emblema della Bretagna. Lo stemma è stato adottato con delibera municipale del 21 aprile 1929 e registrato il 17 agosto 1971.

## Società

### Evoluzione demografica
Abitanti censiti